# Bacchanales infernales
Pour plus de détails, voir Fiche technique et Distribution.
Bacchanales infernales (Un urlo dalle tenebre) est un film d'épouvante fantastique italien réalisé par Angelo Pannacciò et sorti en 1975.

## Synopsis
Des événements étranges se produisent dans la famille Forti. La religieuse missionnaire est convaincue que son frère est victime d'une possession diabolique et appelle un exorciste venu des États-Unis pour le libérer.

## Fiche technique
- Titre en français : Bacchanales infernales ou Hurlements dans les ténèbres ou Un cri dans les ténèbres ou Des cris dans les ténèbres[1]
- Titre original : Un urlo dalle tenebre[2]
- Réalisation : Angelo Pannacciò
- Scénario :	Angelo Pannacciò, Aldo Crudo, Franco Brocani, Giulio Albonico
- Photographie :	Franco Villa (it), Maurizio Centini
- Montage : Fernanda Papa
- Musique : Giuliano Sorgini
- Costumes : Elisabetta Lo Cascio
- Production : Luigi Fedeli (it)
- Société de production : Manila Cinematografica
- Pays de production :  Italie
- Langue originale : italien
- Format : Couleurs - 1,85:1 - Son mono - 35 mm
- Durée : 90 minutes
- Genre : Film d'épouvante fantastique
- Dates de sortie :
  - Italie : 23 août 1975
  - France : 3 août 1977[1]

## Distribution
- Richard Conte : l'exorciste
- Françoise Prévost : Barbara
- Elisabeth Tulin (sous le nom d'« Elena Svevo ») : Anna
- Patrizia Gori : Elena Forti
- Jean-Claude Vernay : Piero Forti
- Mimma Biscardi (sous le nom de « Mimma Monticelli ») : le démon
- Franco Garofalo : Johannes
- Sonia Viviani : Sherry
- Giuseppe Tallarico : le docteur
- Filippo Perego : le prêtre
- Giulio Baraghini : Serveur
- Giangiacomo Elia : le policier
- Franco Lo Cascio : le photographe
- Franco Villa (it) : le médecin-chef